# Rafael Pellicer
Rafael Pellicer Galeote (Madrid, 22 de junio de 1906 - id. 6 de mayo de 1963) fue un pintor español, hijo del escritor, poeta y dramaturgo cordobés Julio Pellicer y de la pianista cordobesa Concha Galeote. Desde su infancia fue un pintor de clara raíz andaluza y clásica, y al mismo tiempo, moderna.

## Biografía
Sobrino de Julio Romero de Torres, que estaba casado con su tía Francisca Pellicer y que aún ejercía de profesor en Madrid, entre polémicas con la crítica y éxitos de público, Pellicer se crio en un ambiente de intelectuales y artistas, entre un padre escritor y poeta, y una madre pianista.

## Trayectoria
Entre sus maestros se cuentan el propio Julio Romero de Torres y el pintor onubense Daniel Vázquez Díaz. Sus obras combinan la luz y el color del sur mediterráneo con una estética moderna que no le aleja de las vanguardias europeas, sin dejar la figuración, como en su lienzo La chica del pericón. Fue también un excelente retratista y grabador.
Disfrutó de diversas becas y entre los premios y cargos que acumuló a lo largo de su carrera artística se encuentran los siguientes: En 1932 obtuvo la 3.ª Medalla de la Exposición Nacional de Bellas Artes por su grabado al aguafuerte "El relojero" y en 1936 por "El cerero". En 1933 fue nombrado director de la Escuela de Paisajistas de El Paular, cargo que desempeñó hasta 1936. En 1934 obtuvo el premio “Molina Higueras y Pascual” otorgado por la Real Academia de Bellas Artes de San Fernando por el cuadro "Umbría".
1945 fue un año en el que recibió importantes premios: 1.ª Medalla de Pintura por su "Adán y Eva" y 1.ª Medalla de Grabado por el aguafuerte "Cantores" en la Exposición Nacional de Bellas Artes. Además del Premio del Concurso Nacional por el aguafuerte "Lluvia". 
Le fue otorgada la medalla de oro por el dibujo "El ángel caído" en el certamen de 1952 y sendas medallas de honor obtenidas en la Exposición de Pintores de África por "Quietud" y en el Salón de Otoño de 1962 por el Retrato de su esposa. De igual modo, le fue otorgado el primer premio del Concurso Nacional por "Toros en el campo" para los billetes de Banco de la Dirección de Moneda y Timbre y la medalla de honor y premio de pintura "Valdés Leal" por el cuadro "Camelias", de la Diputación Provincial de Sevilla. 
Entre 1942 y 1959 realizó importantes encargos de decoración mural en Madrid y Santo Domingo (República Dominicana) entre otros lugares: El Gran Capitán, Cristóbal Colón, El Cardenal Cisneros, Escuela Superior del Ejército, Madrid, 1942; Cristo en la Cruz, Capilla de la Universidad de Boston (Estados Unidos), 1944; Perros, el Cazador, Comedor de Oficiales del Regimiento de Artillería de Getafe, Madrid, 1945; Alegoría de la Medicina, Clínica de Nuestra Señora de la Concepción, Madrid, 1955; Cristóbal Colón y su hijo Diego, La reina Isabel la Católica, El rey Fernando el Católico, Museo Colón, Santo Domingo (República Dominicana), 1957; La Inmortalidad, Panteón de los Inmortales, Santo Domingo (República Dominicana), 1958. Poco antes de su muerte viajó a Costa Rica, donde se celebró una amplia exposición y en la que figuraron sus obras más recientes, que fueron la base principal del actual Museo Pellicer.
Los convulsos años de la Guerra Civil, que él vivió en  Madrid en el bando republicano, le obligaron a cambiar su temática a la conclusión del conflicto. Durante la década de 1940 pintó grandes óleos dedicados a distintos santos - Santa Bárbara - y advocaciones marianas, como La Anunciación. Fue el autor del retrato del obispo Fray Albino, que actualmente se encuentra en el Palacio Episcopal de Córdoba. Después, volvió a dejarse llevar por el colorido del Marruecos Español viajando por ese país, muy en la onda de pintores como Mariano Bertuchi y José Cruz Herrera.
Fue Secretario del Círculo de Bellas Artes de Madrid, académico de pintura de la Real Academia de Bellas Artes de San Fernando y catedrático de la Escuela Central de Bellas Artes de San Fernando de Madrid. Contrajo matrimonio con la doctora y psicoanalista cordobesa Carolina Zamora Herrador. Tuvieron seis hijos. 
Murió en Madrid el 6 de mayo de 1963.